# سن-آندره-درژانتوی، کبک
سن-آندره-درژانتوی (به فرانسوی: Saint-André-d'Argenteuil) شهری در منطقه شهری ارژانتوی ناحیه لورانتید در استان کبک کانادا است. در سرشماری سال ۲۰۱۱ این شهر ۳٬۲۸۵ نفر جمعیت داشته‌است و مساحت آن ۹۸٫۴۵ کیلومتر مربع است.